# Здание Мариинской женской гимназии (Минск)
Здание Мариинской женской гимназии — историческое здание конца XIX века в Минске, памятник архитектуры и истории (номер 713Г000128). Расположено по адресу: улица Карла Маркса, дом 29.

## История
Здание построено в 1879 году для размещения Мариинской женской гимназии. Гимназия была выведена с началом Первой мировой войны в Пропойск, в 1917 году закрыта. После Октябрьской революции в здании гимназии был размещён политехникум, в 1925—1933 гг. — Коммунистический университет Белоруссии имени В. И. Ленина, в 1933 году здание передано картинной галерее БССР, а в 1960-е годы реконструировано под междугороднюю телефонную станцию. Сейчас в здании находятся почтовая служба и музей связи.

## Архитектура
Здание возведено в стиле эклектики. Первоначально было двухэтажным на цоколе (третий этаж надстроен в 1930-е годы), прямоугольным в плане. Небольшой ризалит в центре фасада выделяет вход в здание. Стены расчленяют лучковые оконные проёмы и рустованные пилястры. Детали оформления фасада выполнены кирпичной кладкой. На первом этаже напротив выхода был вестибюль с парадной лестницей, на втором — актовый зал, а в боковых частях обоих этажей здания — учебные классы.